# Aerangis gravenreuthii
Aerangis gravenreuthii é uma espécie de orquídea monopodial epífita, família Orchidaceae, que habita Camarões e Tanzânia.